# 八雲村 (島根県)
八雲村（やくもむら）は、かつて島根県の北東部に存在した村。八束郡に属した。
現在は合併により松江市の一部となっている。

## 歴史
- 1951年（昭和26年）4月1日 - 岩坂村・熊野村および大庭村の一部（大字平原）が合併して発足。
- 2005年（平成17年）3月31日 - 松江市・鹿島町・島根町・美保関町・玉湯町・宍道町・八束町と合併し、改めて松江市が発足。同日八雲村廃止。

## 行政

### 村長
- 石倉德章

### 行政機関

#### 役場
現在は松江市役所八雲支所となっている。

## 教育
現在は全て松江市立となっている。
- 小学校
  - 八雲村立八雲小学校
- 中学校
  - 八雲村立八雲中学校

## 交通

### 鉄道
村内に鉄道は通っていない。鉄道を利用する場合の最寄り駅は、JR西日本山陰本線松江駅など。

### バス
松江市内から八雲車庫まで一畑バス八雲線が乗り入れるほか、そこから接続するコミュニティバスが運行されている。

### 道路
- 一般国道
  - 国道432号
- 県道
  - 島根県道53号大東東出雲線